# Chandica ayama
Chandica ayama är en fjärilsart som beskrevs av Kobes 1983. Chandica ayama ingår i släktet Chandica och familjen trågspinnare. Inga underarter finns listade i Catalogue of Life.